# Albuca garuensis
Albuca garuensis är en sparrisväxtart som beskrevs av Adolf Engler och Kurt Krause. Albuca garuensis ingår i släktet Albuca och familjen sparrisväxter.
Artens utbredningsområde är Kamerun. Inga underarter finns listade i Catalogue of Life.